# Labeati
Labeati, (latinsko Labeatae), so bili ilirsko pleme, ki je živelo v okolici jezera Palus Labeatis (sedaj Skadarsko jezero).
Labeate je kot prvi omenil antični zgodovinar Polibij. Imeli so dokajšno gospodarsko moč na kar kaže lastno kovanje denarja. Svoje središče so imeli v mestu Scodra (današnji Skadar). Viri navajajo, da jim je leta 168 pr. n. št. vladal kralj Gencija, katerega so Rimljani tega leta v tretji ilirski vojni premagali. Po porazu so prenehali obstajati.